# Truy tìm cổ vật
Truy tìm cổ vật (tựa gốc tiếng Anh: The Skinner Boys: Guardians of the Lost Secrets) là một loạt phim truyền hình hoạt hình dành cho trẻ em. Phần đầu tiên gồm 26 tập được chiếu trên 9Go! vào ngày 6 tháng 7 năm 2014 như một phần của Kids' WB. Phần thứ hai được lên sóng vào năm 2017.

## Nội dung
Anh em nhà Skinner, bao gồm Charles, Henry và Edward, thừa kế Biệt thự Skinner từ nhà thám hiểm Augustus Skinner, ông nội của họ. Cùng với người em họ tuổi teen Tara, họ trở thành người bảo vệ một bộ sưu tập hiện vật độc đáo mà ông đã thu thập được từ khắp nơi trên thế giới với sức mạnh đáng kinh ngạc.

## Diễn viên lồng tiếng
- Paul Tylak lồng tiếng Charles Skinner
- Damian Clarke lồng tiếng Henry Skinner
- Derek Siow lồng tiếng Edward Skinner
- Emma Tate lồng tiếng Julia Skinner
- Lisa Moule lồng tiếng Tara Skinner
- Dan Russell lồng tiếng Wellington

## Sản xuất
Loạt phim này được sản xuất bởi SLR Productions và Telegael Teoranta, những đơn vị đồng sở hữu bản quyền loạt phim, liên kết với Nine Network Australia, Super RTL và ZDF Enterprises. Home Plate Entertainment và Top Draw Animation đồng sản xuất phần đầu tiên, trong khi Toonz Entertainment làm hoạt hình cho phần thứ hai.

## Các tập phim

### Phần 1 (2014)
1. Nothing to Fear
2. Freezer Burn
3. The Drums of Doom
4. The Conflict Stone
5. The Eye of the Golden Snake
6. The Curse of the Ghost Train
7. The Castle of the Lost
8. The Mirror of Middlestep
9. The Dangers of the Deep
10. The Fire Opal
11. The Fountain of Youth
12. Grimm and Grimmer
13. The Wings of the Butterfly
14. Edward Saves the World
15. The Dragon's Breath
16. The Curse of Invisibility
17. The Crystal of Creation
18. The Sacred Scarab
19. The Molewhistle of East Grinsmead
20. The Swampies of the Deep South
21. The Lantern of Truth
22. The Ice Crystal
23. The Festival of the Ancestors
24. The Blood Bossom
25. The Tibetan Map of Destiny
26. Grandpa Skinner's Journal

### Phần 2 (2017)
1. The Body Clock of Tingri-La
2. The Crown of Ra
3. Logi's Shield
4. The Chimes of Change
5. Snakes Alive
6. The Ravenstone
7. The Wand of Enchantment
8. The Frog of Fertility
9. The Goblet of Goodearth
10. The Volcano Eggs
11. The Yeti and the Stone Maker
12. SOS Nessie
13. The Belt of Heracles
14. The Claw of the Werewolf
15. The Wishing Band
16. Yes Edward, Pixies Are Real
17. The Crystal Salt Shaker of Awesomeness
18. No Strings Attached
19. Tabula Rasa
20. The Carpathian Cookbook
21. The Bluebird of Happiness
22. Into Thin Air
23. Beware the Drop Bear
24. The Bear and the Wolf
25. The Hand of Oblivion
26. The Compass of Rattlesnake Ridge